# Джерба

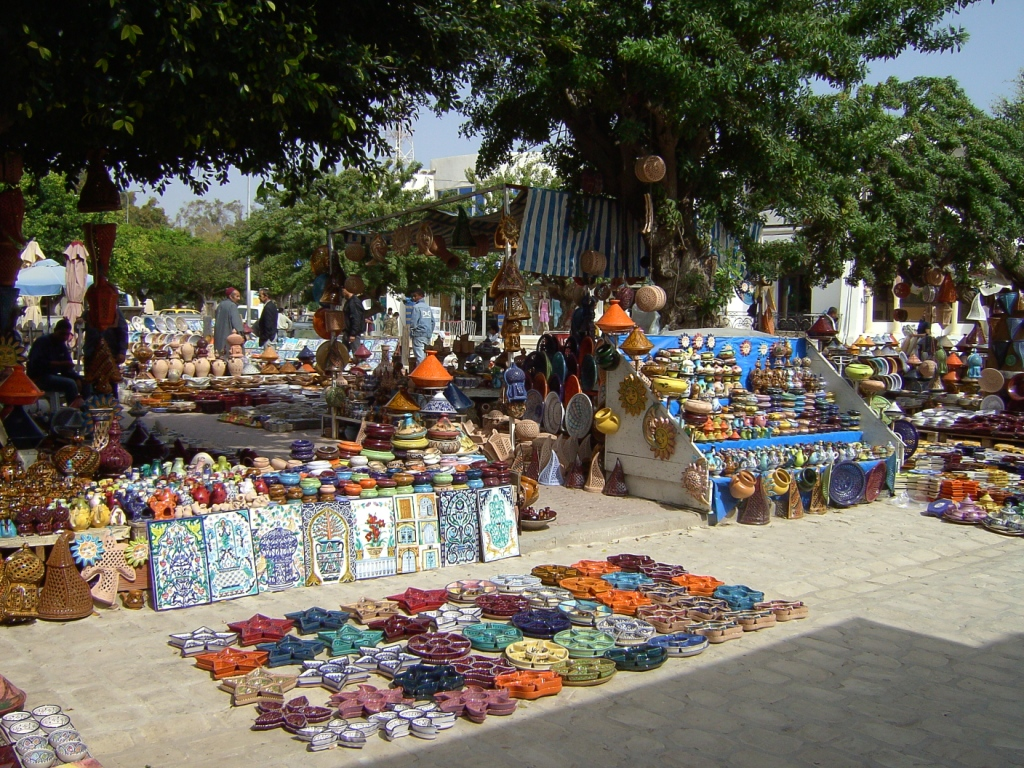
Ринок у Хумт-Сук

Джерба (араб. جربة, лат. Meninx) — острів у Середземному морі. Належить державі Туніс. Площа — 514 км². Найбільший острів поблизу середземноморського узбережжя Африки, розташований у затоці Габес.
Населення — 139 517 жителів, з них близько 65 тисяч — у місті Хумт-Сук. Нині на острові живуть в основному араби й бербери, єврейська громада, що існувала багато століть, майже повністю виїхала до Франції та Ізраїлю у другій половині XX століття. В місті є одна з найстаріших синагог світу, Ель-Гриба.
Поверхня острова пласка. Вирощуються маслини, фініки та інжир. Джерело води — артезіанські свердловини. Окрім сільського господарства населення зайнято рибальством, а також виловом губок.

## Клімат
Острів знаходиться у зоні, котра характеризується кліматом помірних степів та напівпустель. Найтепліший місяць — серпень із середньою температурою 27.8 °C (82 °F). Найхолодніший місяць — січень, із середньою температурою 12.8 °С (55 °F).
| Клімат о. Джерба        | Клімат о. Джерба | Клімат о. Джерба | Клімат о. Джерба | Клімат о. Джерба | Клімат о. Джерба | Клімат о. Джерба | Клімат о. Джерба | Клімат о. Джерба | Клімат о. Джерба | Клімат о. Джерба | Клімат о. Джерба | Клімат о. Джерба | Клімат о. Джерба |
| Показник                | Січ.             | Лют.             | Бер.             | Квіт.            | Трав.            | Черв.            | Лип.             | Серп.            | Вер.             | Жовт.            | Лист.            | Груд.            | Рік              |
| Середній максимум, °C   | 16,1             | 17,8             | 20               | 22,2             | 25               | 27,8             | 32,2             | 32,8             | 30               | 27,2             | 21,1             | 17,2             | 24,1             |
| Середня температура, °C | 12,8             | 13,9             | 15,6             | 17,8             | 21,1             | 23,9             | 27,2             | 27,8             | 26,1             | 22,8             | 17,8             | 13,3             | 20               |
| Середній мінімум, °C    | 8,9              | 10               | 11,1             | 13,9             | 17,2             | 20               | 22,2             | 22,8             | 22,2             | 18,9             | 13,9             | 10               | 15,9             |
| Норма опадів, мм        | 30               | 30               | 30               | 20               | 10               | 10               | 10               | 10               | 20               | 40               | 50               | 40               | 300              |
| Днів з опадами          | 8                | 6                | 5                | 5                | 4                | 2                | 0                | 1                | 5                | 6                | 6                | 7                | 55               |
| Вологість повітря, %    | 75               | 70               | 70               | 65               | 65               | 65               | 65               | 65               | 70               | 70               | 70               | 70               | 68.3             |
| ----------------------- | ---------------- | ---------------- | ---------------- | ---------------- | ---------------- | ---------------- | ---------------- | ---------------- | ---------------- | ---------------- | ---------------- | ---------------- | ---------------- |
| Джерело: Weatherbase    |                  |                  |                  |                  |                  |                  |                  |                  |                  |                  |                  |                  |                  |

## Історія
Острів двічі контролювався норманським Сицилійським королівством: у 1135—1158 та в 1284—1333 роках. Під час другого з цих періодів він був організований як феодальне володіння.
В 1503 році острів зробив своєю базою османський корсар Арудж-реїс. Тут до нього приєднався його молодший брат Хизир, який згодом став відомим як Хайр ад-Дін Барбаросса. Проте в 1504 році брати перенесли свою базу в фортецю Ла-Гулетт біля Тунісу.

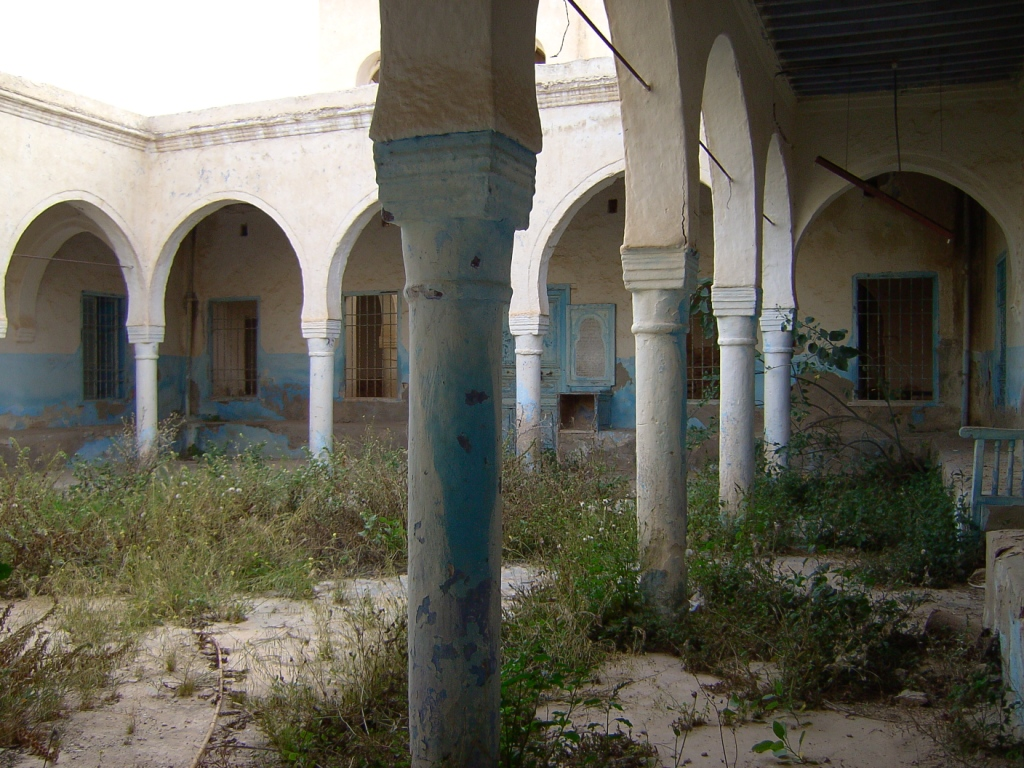
Двір залишеної синагоги

В серпні 1510 року військова експедиція, спрямована Фердинандом II Арагонським з нещодавно підкореного Триполі для захоплення Джерби зазнала цілковитого розгрому і призвела до загибелі кількох тисяч іспанських солдатів. Подія стала відома як «Катастрофа на Джербі» (ісп. Desastre de los Gelves).
В 1520 році імператор Карл V направив на острів військову експедицію в складі понад 10-тисячної армії на чолі з Уго де Монкада, напад якої завершився захопленням острова і капітуляцією його шейха, який став васалом і данником імператора Карла V.
З 1524 по 1550 рік Джерба ще раз стала важливою базою для османських корсарів, спочатку для Хай ад-Діна Барбаросси, а згодом для його давнього друга та напарника Тургут-реїса (Драгута). В 1539 році, коли губернатор Джерби Сінан-паша був призначений Сулейманом Пишним новим головнокомандувачем Османського флоту Червоного моря, що розміщувався в Суеці, Тургут-реїс став його наступником на посаді губернатора Джерби. У жовтні 1550 року, після успішного захоплення міста Махдія в Тунісі, іспанський флот на чолі з Андреа Доріа підійшов до Джерби і заблокував вхід в лагуну острова своїми кораблями, захопивши витягнуті на берег в каналі Кантера галери Тургут-реїса. Тургут зміг вирватися з пастки, перетягнувши основну частину галер волоком по змащеним олією настилам на інший бік острова і звідти відплив у Константинополь.
9-14 травня 1560 року біля острова відбувалась морська Битва при Джербі між флотом Османської імперії та об'єднаними флотом християнських держав (більшість якого складали іспанці). Підсумком бою стала повна перемога османського флоту на чолі з Піяле-пашою та Тургут-реїсом. Наслідки для європейського флоту були катастрофічними — біля 10 000 людей загинуло або було захоплено в полон, до половини кораблів було потоплено або захоплено османським флотом в якості трофеїв. Перемога в Битві при Джербі в 1560 році знаменувала собою пік могутності османського флоту в середині XVI століття.